# Розаско
Роза̀ско (на италиански: Rosasco; на ломбардски: Rusasch, Рузаск) е село и община в Северна Италия, провинция Павия, регион Ломбардия. Разположено е на 114 m надморска височина. Населението на общината е 568 души (към 2017 г.).